# Шаді Парідар
Шаді Парідар (перс. شادی پریدر, нар. 2 липня 1986) — іранська шахістка. 2004 року стала найпершою представницею Ірану, яка здобула звання гросмейстера серед жінок. П'ятиразова чемпіонка Ірану.

## Життєпис
Шаді навчилася грати в шахи в 7 років. Була чемпіонкою Ірану серед дівчат у вікових категоріях до 10-ти, 12-ти і 14-ти років. В 9 років потрапила до складу дорослої збірної Ірану. Тоді ж здобула звання майстра ФІДЕ серед жінок і посіла 14-те місце на чемпіонаті світу серед дівчат до 12 років, що проходив у Франції. У 12 років посіла 1-ше місце на 1-му відкритому турнірі серед жінок у Тегерані, вигравши всі партії. Тоді ж посіла 4-те місце на чемпіонаті світу серед школярок до 12 років у Москві і 7-ме місце на чемпіонаті світу серед дівчат до 12 років у Іспанії. Ще через рік посіла сьоме місце на чемпіонаті Ірану серед жінок, а також п'яте місце на чемпіонаті Азії серед дівчат до 14 років, що проходив у Індії. У 14 років здобула перемогу на чемпіонаті Ірану серед жінок, вигравши всі 9 партій, і здобула звання міжнародного майстра серед жінок. У 15 років стала чемпіонкою Азії серед дівчат до 16 років.
На шаховій олімпіаді 2004 спромоглася здолати чемпіонку світу Антоанету Стефанову і потім здобула звання гросмейстера серед жінок.
Виступала за збірну Ірану на командних чемпіонатах Азії серед жінок: 1995, 2003, 2005, 2008 і 2009. У 1995, 2003 і 2005 роках посідала на цих змаганнях 3-тє місце в особистому заліку, а 2009-го 1-ше в особистому і 3-тє в командному заліках.

## Стиль гри
Майже завжди починає гру ходом 1.e4 і в Сицилійському захисті грає варіант Алапіна 1.e4 c5 2.c3‏. Якщо ж суперник відповідає 1…e5, то тоді грає Італійську партію. Чорними на хід 1.e4 здебільшого відповідає Сицилійським захистом.